# SY Ena
Le  SY Ena (Steam Yacht Ena) est un yacht à vapeur construit en 1900 pour Thomas Dibbs, le commodore du Royal Sydney Yacht Squadron. Il a été utilisé comme navire privé pour divertir les invités sur le port de Sydney et Pittwater (en) jusqu'au début de la Première Guerre mondiale. En 1917, le yacht a été acheté par la Royal Australian Navy (RAN) et utilisé comme navire de patrouille auxiliaire HMAS Sleuth dans les eaux autour du détroit de Torrès et de l’île de Thursday, avant d’être utilisé plus tard comme un navire-école basé à Sydney.
Au début des années 1920, le RAN s'est débarrassé du yacht et il est retourné à un usage privé jusqu'au début des années 1930, lorsqu'il a été vendu à la Tasmanie. Basé à Hobart et sous différents propriétaires, SY Ena a été utilisé à diverses fins, notamment le transport des produits et la pêche. Il a été converti avec un moteur diesel au milieu des années 1940 et rebaptisé Aurore.
Après avoir coulé au début des années 1980, le yacht a été renfloué et finalement restauré en yacht à vapeur proche de sa configuration d'origine. SY Ena a ensuite fait le tour de l'Australie, dans le cadre d'une visite en Australie-Occidentale pendant la Coupe de l'America de 1987, puis a servi de navire d'affrètement privé.
SY Ena est maintenant basé à Sydney au Musée national de la marine de Sydney, où il fait partie de la National Maritime Collection, et est également inscrit au Australian Register of Historic Vessels (Registre australien des navires historiques).

## Conception et construction
Construit en 1900, Ena a été commandé par Thomas Dibbs, commodore du Royal Sydney Yacht Squadron, en remplacement de son yacht existant du même nom .  Le navire a été conçu par Walter Reeks (en) (1861–1925) un architecte naval de Sydney. Il a été construit par WM Ford Boatbuilders à Berrys Bay (en), Sydney, et conçu et construit selon des normes élevées, et le yacht à vapeur montre que les concepteurs et les constructeurs de navires australiens pouvaient construire des bateaux de luxe avec la même qualité et les mêmes normes qu'en Europe ou en Amérique du Nord dans cette période des yachts classiques.
Le navire, tel que construit, avait une propulsion fournie par un moteur à vapeur composé à deux cylindres de 25 chevaux (19 kW). La coque a été construite avec des bois australiens à l'exception du bordage en kaori et de la superstructure en teck. Le yacht a été lancé le 8 décembre 1900, et comme le yacht précédent de Dibbs, a été nommé Ena après sa femme, Tryphena.

## Service naval

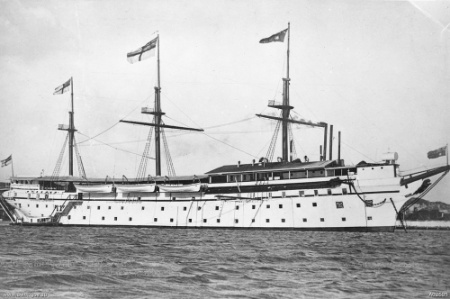
Le navire-école Tingira

SY Ena a été acheté par la Royal Australian Navy (RAN) en janvier 1917, et converti pour être utilisé comme navire de patrouille auxiliaire autour du détroit de Torrès et de l'île Thursday. Il a été équipé d'un canon Hotchkiss de 47 mm sur le pont avant et le 13 janvier 1917 a pris le nom de HMAS Sleuth. Il s'est avéré inadapté pour le travail de patrouille tropicale et Sleuth a été plus tard déployé le long de la côte du Queensland, puis déplacé de nouveau à Sydney et assigné comme offre au navire d'entraînement immobilisé HMAS Tingara. L'un des rôles du yacht était d'emmener les recrues en mer pour «leur montrer ce que ressentait le mal de mer».

## Service privé et commercial
Après la guerre, HMAS Sleuth a été vendu et finalement remis en usage récréatif. Il a changé de propriétaire plusieurs fois, mais sous un seul propriétaire, William Longworth, il voyageait souvent entre Sydney et Newcastle. Au début des années 1930, il a été vendu en Tasmanie et emmené à Hobart. Le nouveau propriétaire a utilisé le yacht pour transporter des pommes de la Tasmanie au continent australien. Peu de temps après le début de ces travaux, le yacht a été mis en fourrière par les créanciers. Il a été plus tard acheté en 1940 et rebaptisé Aurore, et au cours des années suivantes a été modifié pour le chalutage et la pêche au pétoncle. La tige a été réduite, un moteur diesel a été installé en 1945 et des installations pour garder le poisson (y compris un stockage réfrigéré et un puits humide) ont été installées. Il a été revendu en 1974.
En 1981, Aurore a coulé dans le canal d'Entrecasteaux après avoir heurté un objet non identifié. Le navire a été renfloué par un syndicat financé par l'homme d'affaires de Sydney Pat Burke, le courtier Rene Rivkin et l'avocat de Rivkin, David Baffksy. L'épave a été restaurée par le constructeur Nick Masterman près de son état d'origine et un moteur à vapeur de 80 chevaux (60 kW) récupéré et restauré de l'ancien ferry Excella du Derwent River a été utilisé pour remplacer le moteur diesel. Le yacht a repris ses activités en 1986 sous le nom Ena . En 1987 et 1988, Ena a fait le tour de l'Australie, dans le cadre d'une visite prévue en Australie-Occidentale pour la Coupe de l'America 1987. De retour à Sydney, Ena a été utilisé pour des croisières privées jusqu'à être saisi une deuxième fois par les créanciers. Il a été vendu à de nouveaux propriétaires en 1991, puis il a été déplacé à Melbourne en 2014 et fonctionnait sur la rivière Yarra et en baie de Port Phillip, jusqu'au début de 2016 quand il est revenu à Sydney. Il a ensuite été acheté par un nouveau propriétaire privé et à la mi-2017, il a été donné au Musée national de la marine de Sydney, où il fait partie de la flotte opérationnelle et de la Collection maritime nationale .

## Galerie

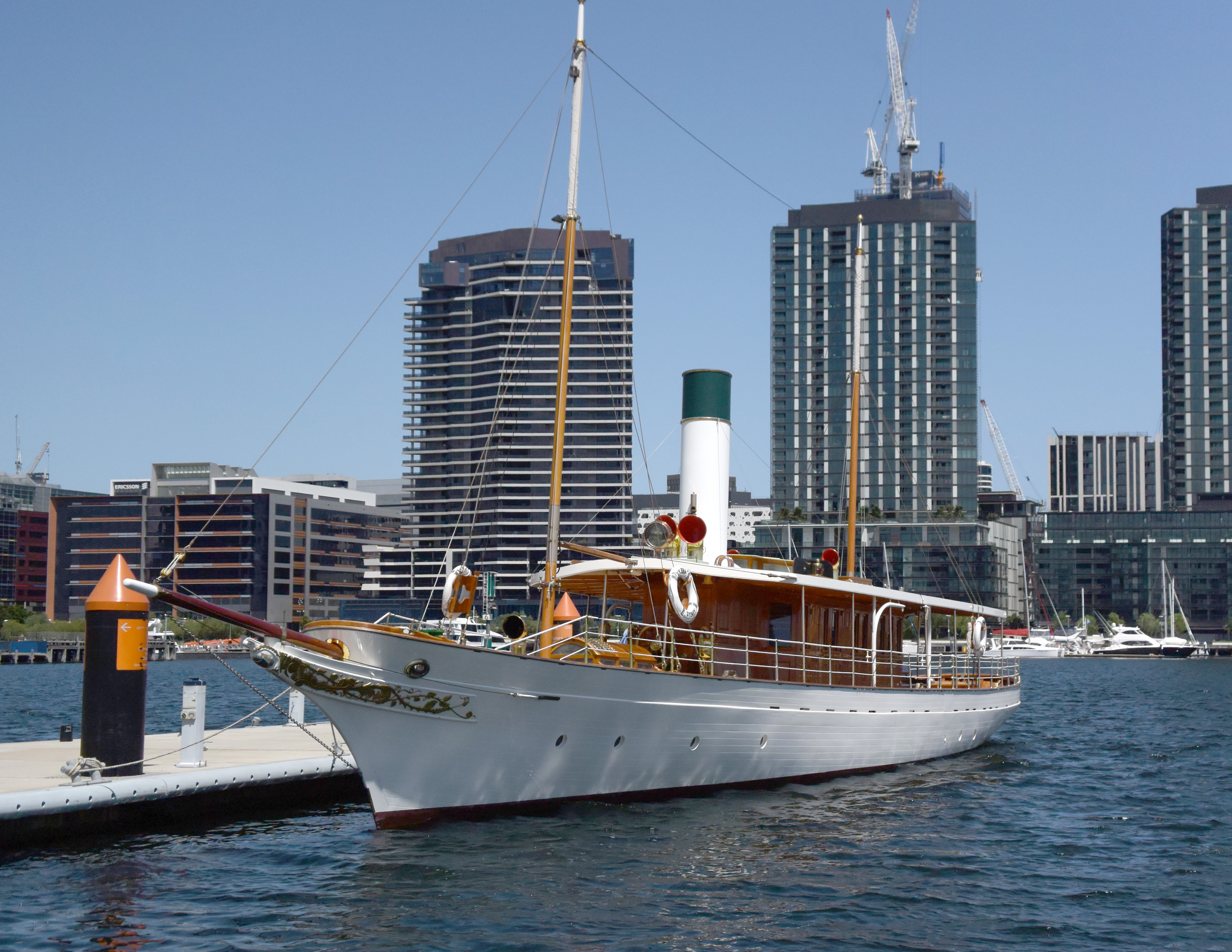
SY Ena à Melbourne en 2015
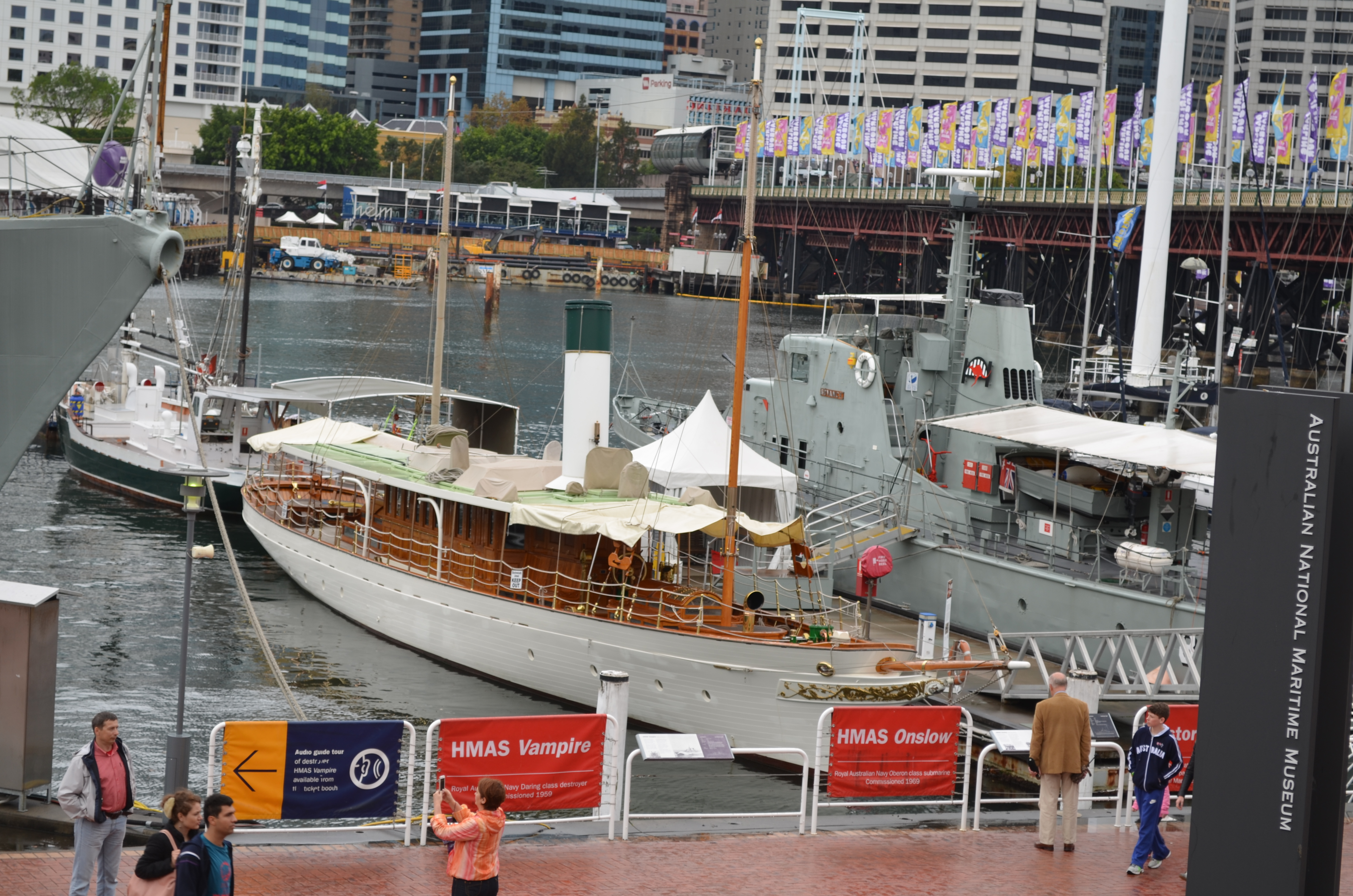
SY Ena au Musée maritime de Sydney